# Rödmaskad barbett
Rödmaskad barbett (Lybius rubrifacies) är en nära hotad östafrikansk fågel i familjen afrikanska barbetter inom ordningen hackspettartade fåglar.

## Utseende och läten
Rödmaskad barbett är en helsvart medelstor afrikansk barbett (16-18 centimeter) med röda strimmor i ansiktet och gulkantade vingpennor. Jämfört med svartnäbbad barbett (Lybius guifsobalito) saknar den en röd strupe och vita kanter på täckarna. Ungfågeln har än mindre rött i ansiktet och blekare näbb. Lätet framförs mellan könen som en duett, där ett mörkt "kwak aak" besvaras med ljusare "go baak".

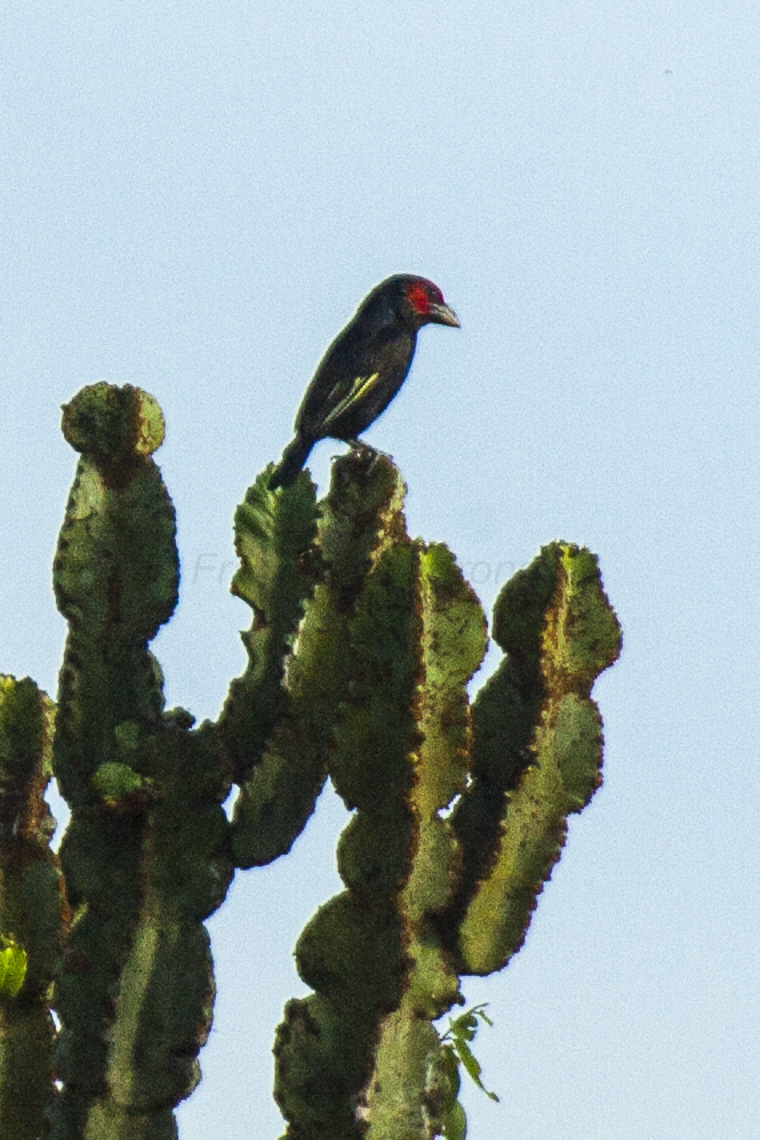
Rödmaskad barbett fotograferad i Uganda.

## Utbredning och systematik
Rödmaskad barbett är endemisk för Östafrika och återfinns i akaciebältet från sydvästra Uganda till östra Rwanda och nordvästra Tanzania. I Uganda förekommer den enbart i Lake Mburo National Park. Den behandlas som monotypisk, det vill säga att den inte delas in i några underarter.

### Familjetillhörighet
Tidigare placerades alla barbetter i en och samma familj, Capitonidae. DNA-studier har dock visat att de amerikanska barbetterna står närmare tukanerna än både de afrikanska och asiatiska barbetterna. Det har fått de flesta taxonomiska auktoriteterna att betrakta dem som fyra skilda familjer, där även den lilla amerikanska familjen tukanbarbetter urskiljs. Vissa tolkar resultaten dock så att alla barbetter, inklusive tukanbarbetterna, inkluderas i familjen tukaner (Ramphastidae).

## Ekologi
Rödmaskad barbett trivs kulliga områden med Combretum-bevuxna gräsmarker, blandskog med Albizia, Acacia och Commiphora (även flodnära skog) och odlingsbygd med spridda träd, generellt mellan 1200 och 1500 meter över havet. Fågeln ses oftast i smågrupper i trädtoppar. Den livnär sig av fikon, bär, frön och insekter. Den tros häcka mellan månadsskiftet februari/mars och oktober.

## Status och hot
Även om arten är lokalt vanlig i Rwanda är dess utbredningsområde begränsat och den tros ha minskat där sedan mitten på 1990-talet på grund av habitatförstörelse. I Tanzania är dess levnadsmiljö inte hotat för tillfället, men den förekommer av okänd anledning endast mycket lokalt. Av dessa anledningar kategoriserar internationella naturvårdsunionen den som nära hotad.